# کنت‌نشین سیسیل
کنت‌نشین سیسیل یا کنت‌نشین سیسیل و کالابریا یک دولت ایتالونرمن بود که میان سال‌های ۱۰۷۱ تا ۱۱۳۰ میلادی در جزیره‌های سیسیل، مالت و کالابریا مستقر بود. این کنت‌نشین پس از بازپس‌گیری امارت سیسیل از سوی مسیحیان در سال‌های ۱۰۶۱ تا ۱۰۹۱ میلادی شکل گرفت.